# Die Glocken von Bicêtre
Die Glocken von Bicêtre (französischer Originaltitel: Les Anneaux de Bicêtre) ist ein Roman des belgischen Schriftstellers Georges Simenon. Er entstand vom 2. bis 25. Oktober 1962 in Echandens und wurde im März 1963 beim Pariser Verlag Presses de la Cité veröffentlicht. Die deutsche Übersetzung von Hansjürgen Wille und Barbara Klau erschien 1964 bei Kiepenheuer & Witsch. 1984 schloss sich eine Neuübersetzung von Angela von Hagen beim Diogenes Verlag an. Im Jahr 2019 veröffentlichte der Kampa Verlag die bearbeitete Übersetzung von Wille/Klau durch Mirjam Madlung.
Nach einem Schlaganfall erwacht ein erfolgreicher Verleger gelähmt im Krankenhaus. Während des langwierigen Heilungsprozesses lässt er sein Leben Revue passieren und stellt es auf den Prüfstand. Die Glocken von Bicêtre ist kein Kriminalroman, sondern ein psychologischer Roman ohne Simenons berühmten Kommissar Maigret. Er wurde ein besonderer Erfolg und brachte seinem Autor Achtung in der Literaturkritik ein. 1977 kam eine Verfilmung unter dem deutschen Verleihtitel Zwischen Tod und Leben in die Kinos.

## Inhalt
Der Pariser Verleger René Maugras wird nach einer Hirnembolie in das Krankenhaus Bicêtre eingeliefert. Der 54-Jährige ist halbseitig gelähmt und des Sprechens nicht mehr mächtig. Die junge Krankenschwester Blanche arbeitet behutsam und präzise an seiner Genesung, um ihn allmählich zurück ins Leben zu holen. Von seinem Krankenhausbett aus hört und nimmt er seine Umgebung wahr, die ihn dazu kaum für fähig hält, und empfängt Besucher, die mit dem veränderten Kranken nichts mehr anzufangen wissen. In inneren Monologen ist Maugras auf sich selbst zurückgeworfen. Mit Hilfe von Blanche, in die er sich heimlich verliebt, findet Maugras langsam zu seiner Sprache zurück.
Auf dem Weg zur Genesung hinterfragt Maugras sein bisheriges Leben, seine Arbeit, seinen Ruhm, seine Statussymbole, seine Ehen und den Freundeskreis, die ihm nun alle oberflächlich und ohne Bedeutung vorkommen. Nur zweimal im Leben hat er Momente erlebt, die ihm unvergesslich geblieben sind: einen unbeschwerten Ausflug mit seiner ersten Frau Marcelle in die Natur und eine Bootsfahrt zur Mittelmeerinsel Porquerolles, deren Schönheit ihn in den Bann geschlagen hat. Sein Erleben kann er in beiden Fällen nur mit dem Wort „Naivität“ beschreiben, und er fragt sich ob zwei solcher Momente für ein Leben genügen. Als er geheilt entlassen wird, kehrt er mit gestiegener Selbsterkenntnis ins Leben zurück. Offen bleibt, ob er mit seiner zweiten Ehefrau, der alkoholkranken Lina, wieder zusammenfinden wird.

## Titel
Die Glocken von Bicêtre ist der international verbreitete Titel des Romans (etwa auf Englisch: The Bells of Bicêtre). Auch auf Französisch lautete Simenons erster Arbeitstitel Les cloches de Bicêtre. Er änderte ihn jedoch, wie er später in den Mémoires intimes ausführte, weil das Wort cloche (Glocke) im Französischen eine doppelte Bedeutung hat und auch für Clochards und Landstreicher sowie als Schimpfwort im Sinne eines Idioten verwendet wird. Anneaux (Ringe) hebt auf die konzentrische Ausbreitung des Schalls ab statt auf das Mittel der Klangerzeugung.
Im Roman sind die Glocken einer nahen Kirche die ersten Sinneseindrücke, die nach seinem Schlaganfall ins Bewusstsein des gelähmten Maugras’ dringen. Sie wecken in ihm Kindheitserinnerungen an das sonntägliche Kirchengeläut. Kirchenglocken durchziehen Simenons Œuvre wie ein Leitmotiv, das die Welt der kleinen Bürger symbolisiert, ihre sonntäglichen Rituale und den Katholizismus, der auch den ehemaligen Messdiener Simenon und seine Moralethik geprägt hat. So wird Maigret in Maigret und die Affäre Saint-Fiacre durch Kirchengeläut ebenfalls in seine Kindheit zurückversetzt, und in Mein Freund Maigret verwandelt der Kommissar wie Maugras den Glockenklang in ein visuelles Bild: Kreise, die in den Himmel aufsteigen.

## Entstehungsgeschichte
Der Fonds Simenon der Universität Lüttich, dem Simenon seinen Vorlass vermacht hat, enthält eine umfassende Dokumentation der Entstehungsgeschichte des Romans. Wie üblich hielt Simenon alle Namen, Adressen und sonstigen Daten auf einem gelben Umschlag fest. Die Recherchen waren bei den Glocken von Bicêtre allerdings wesentlich umfangreicher als üblich. Er besuchte das Hôpital de Bicêtre samt angeschlossenem Hospiz, studierte den Alltag im Krankenhaus, befragte Krankenschwestern und Ärzte. Mit Raymond Oliver, dem Sternekoch des Gourmet-Restaurants Le Grand Véfour, korrespondierte über die Speisekarten des elitären Zirkels Club des Douzes. Persönlich überzeugte er sich, dass im Krankenhaus, das selbst keine Kapelle besitzt, die Glocken einer nahegelegenen Kirche zu hören waren, die dem Roman sein Leitmotiv geben sollten. Die Grundidee der Handlung, die Änderung eines Lebens durch einen plötzlichen Krankenhausaufenthalt, hier ausgelöst durch einen Verkehrsunfall, hat Simenon schon 1951 in Une vie comme neuve (deutsch: Der Rückfall) vorweggenommen.
Entgegen seiner sonstigen Gewohnheit nahm sich der Schnellschreiber Simenon 24 Tage Zeit, den Roman zu verfassen, und 10 weitere Tage, ihn zu überarbeiten. Üblicherweise fasste Simenon seine Romane nach der Niederschrift nicht mehr an, sondern übergab sie, wie sie waren, dem Verlag zur Veröffentlichung. Die Glocken von Bicêtre gehört zu der Handvoll Bücher, die Simenon doppelt schrieb, einerseits per Hand und andererseits per Schreibmaschine. Wann immer er das Gefühl hatte, dass er sich zu sehr in literarischen Beschreibungen verlor, wechselte er an die Schreibmaschine, um die Passage auszudünnen oder ganz zu streichen. Passend zum Thema des Romans strebte er einen möglichst neutralen Stil an, der an einen medizinischen Bericht erinnern sollte. Am Ende hatte er die geplanten 500 Seiten auf ein Typoskript von 350 Seiten zusammengestrichen, was den Umfang der anderen Non-Maigret-Romane dieser Zeit noch immer um ein Drittel übertraf.
Am meisten Kopfzerbrechen bereitete Simenon laut einem Interview das Komma des letzten Satzes: „Eines Tages wird er seinen Vater in Fécamp besuchen, mit Lina.“ Mit diesem Komma meinte er den Ausgang des Romans ins Gegenteil zu verkehren: Entweder bleibe Maugras alleine, das Buch ende also schlecht, oder seine zweite Ehefrau kehre zu ihm zurück und es ende mit der Hoffnung auf einen Neuanfang. Am Ende habe er das Komma weggelassen: „Doch ein winziger Strich mit dem Bleistift hätte genügt, und Sie hätten einen ganz anderen Roman gehabt…“ Süffisant merkt Fenton Bresler an, dass das Komma in der veröffentlichten Fassung aber vorhanden war: „Und trotz aller gegenteiliger Versicherung Simenons in dem Interview geht der Roman nicht gut aus!“
Der besondere Anspruch, den Simenon mit Die Glocken von Bicêtre verband, zeigte sich auch in den unterstützenden Maßnahmen zur Veröffentlichung, die Simenon sonst scheute. Er stellte sich für eine Fernsehdokumentation zur Verfügung, gab Signierstunden und hielt ein Dinner mit berühmten Persönlichkeiten im Grand Véfour ab. Zudem versandte er 500 Vorab-Exemplare an bekannte Personen aus Medizin, Justiz und Presse in Frankreich, Belgien und der Schweiz, wobei er besonders gespannt die Reaktion der medizinischen Fachwelt erwartete. Laut Pierre Assouline vermittelte Simenon den Eindruck, er habe seinen Roman vor allem für diese Zielgruppe geschrieben. Später erklärte der Autor: „Wenn man mich nur aufgrund eines einzigen Romans beurteilen sollte, so würde ich mir wünschen, daß es dieser sei.“

## Interpretation
Die Glocken von Bicêtre ist ein Bilanzroman, laut Stanley G. Eskin „Resümee und Infragestellung eines erfolgreichen Lebens“. Fenton Bresler stellt den Roman an die Seite von Die Flucht des Monsieur Monde. Wo Monsieur Monde den Ausbruch aus seinem bisherigen Leben in einer räumlichen Flucht nach Südfrankreich sucht, ist die Flucht des gelähmten Maugras eine Flucht nach innen, in der er die Stationen seines Lebens Revue passieren lässt. Am Ende des Krankenhausaufenthalts wird Maugras mit neuer Energie in sein altes Leben zurückkehren, freilich nicht ohne die Erkenntnis, zu der auch Monsieur Monde gelangt ist, dass der Sinn des Lebens das Leben selbst ist: „Selbst wenn er nicht auf alles eine Antwort gefunden hatte, so hatte er sich doch Fragen gestellt, vielleicht zu viele Fragen, die ihn zeitlebens beschäftigen würden.“ Laut Lucille F. Becker hat Maugras am Ende keine großen Erkenntnisse gewonnen als die Annahme seines mit Mängeln behafteten aber exemplarischen Menschseins.
François Mauriac, der mit dem Nobelpreis ausgezeichnete Romancier des renouveau catholique, urteilte, Simenon erreiche in Die Glocken von Bicêtre „eine Aufrichtigkeit, wie sie noch keinem Schriftsteller vor ihm in diesem grellen, beinahe unerträglichen Licht gelungen ist.“ Er schaffe, was christliche Predigten allzu oft nicht vermögen, nämlich von der „Nichtigkeit der Welt“ zu überzeugen (siehe Vanitas), und dies um so mehr, als der Agnostiker Simenon „uns kein metaphysisches Gegenstück bietet“. Durch den Schlaganfall sind „Menschen und Dinge eines glanzvollen und stolzen Lebens […] zu einem Nichts zusammengeschrumpft.“ Die intensive Beschreibung der Krankheit lasse „den Abstand ahnen, den das Alter zwischen uns und dem Leben herstellt.“ Der christlichen Hoffnung bleibe in dieser Leere nichts, als die Segel zu streichen, wenn es in der Geschichte nicht auch die Liebe gebe.
Für den Literaturkritiker Robert Kanters steht Simenon in völligem Gegensatz zu Balzac und dessen Comédie humaine, er sei quasi ein „Anti-Balzac“. Wie schon Maigret die Schuldigen nicht bloß aufspüre, sondern sie entlarve, „auf Herz und Nieren“ untersuche und dann am liebsten für unschuldig erklären und nach Hause schicken wolle, ziehe Simenon in den Glocken von Bicêtre seinem Protagonisten die Haut ab, bis nichts als „Armseligkeit, Gemeinheit und jämmerliche Selbstbefriedigung“ übrig bleibe. Daher treten mit Ausnahme Maigrets und anders als bei Balzac Simenons Figuren auch nicht mehrfach auf: „Weil in jedem Roman eine Gestalt auseinandergenommen wird und am Ende nichts übrigbleibt, das sich wieder verwenden ließe.“ In diesem Sinne sei „Balzac der Schriftsteller, bei dem der Mensch sich entwickelt, bei Simenon zerbricht er.“ Über Die Glocken von Bicêtre zieht Kanters das Fazit: „Es ist kein schönes Buch, so wie es ein spannendes Buch ist, sondern es ist wie unser Lebensgefühl.“ Und: „Nicht sein Werk ist böse, wir sind es.“
Trotz Simenons Widerspruch wurde Die Glocken von Bicêtre von der französischen Öffentlichkeit als Schlüsselroman gelesen. Bis ins Detail lassen sich Ähnlichkeiten der Romanfigur René Maugras zum bekannten Pariser Verleger und Leiter des Paris-Soir Pierre Lazareff feststellen, der über 30 Jahre lang mit Simenon befreundet war. So fuhr auch Lazareff im Bentley vor, ging in seiner Arbeit auf und war berühmt für seine sonntäglichen Abendgesellschaften in seinem Landhaus. Lazareff wurde ein Jahr vor der Entstehung des Romans schwer krank, wobei die ersten Symptome bei einem Dinner im Grand Véfour auftraten. Auch andere bekannte Persönlichkeiten lassen sich wiedererkennen, so etwa der Dramatiker Marcel Achard, die Vicomtesse Marie-Laure de Noailles (als Marie-Anne de Candines) und der Arzt Henri Mondor (als Pierre Besson d’Argoulet). In der alkoholkranken und depressiven Lina macht Pierre Assouline hingegen Denyse Ouimet aus, deren Ehe mit Simenon zu dieser Zeit in die Brüche ging. Auch andere Erlebnisse und Wesenszüge des Protagonisten verweisen auf Simenon selbst, so eine Liebesaffäre auf der Insel Porquerolles und das Gefühl der journalistischen Unzulänglichkeit, das durch ein Gespür für den und Interesse am Menschen kompensiert wird.

## Rezeption
Die Glocken von Bicêtre gehört zu den von Kritik und Leserschaft am meisten gelobten Non-Maigret-Romanen in Simenons Œuvre. Fenton Bresler spricht von einer „tour de force“ und einer „Glanzleistung.“ Im Sommer 1963 befand sich das Buch vier Monate lang auf den Bestsellerlisten von L’Express. Laut Stanley G. Eskin war der Roman „Simenons größter Erfolg“ in seinem Spätwerk der 1960er Jahre.
Thomas Narcejac nannte das Buch in L’Express ein Meisterwerk von derselben Bedeutung wie Simenons autobiografischer Roman Pedigree (1948, deutsch: Stammbaum). Wenn es so etwas wie einen Nouveau roman in der französischen Literatur gebe, sei Simenon sein echtester Vertreter. Pierre-Henri Simon in Le Monde lobte die „wichtigen und unverwechselbaren“ Qualitäten des Romans und entschuldigte sich dafür, Simenon in seiner französischen Literaturgeschichte, der Histoire de la Littérature française du XXe siècle 1900–1950, nur wenige, oberflächliche Zeilen gewidmet zu haben. Kritische Stimmen wie die von Jean Paulhan, Chefradekteur der Nouvelle Revue Française, der sich über die Popularität Simenons beschwerte, die Banalität der Handlung sowie die stilistischen Schwächen und Unbeholfenheiten kritisierte, waren in der Minderheit.
Auch international waren die Kritiken positiv. The Times Literary Supplement lobte, wie „wunderbar“ Simenon über menschliche Schwächen schreibe. William Barret in Atlantic Monthly las „einen pyschologischen Roman von beträchtlicher Tiefe und Kraft“, wobei er die Stärke Simenons in dessen „kompromißlosen und offenen Verständnis des Lebens“ sah, bei dem man nie den Eindruck habe, dass er etwas vortäusche. Die Washington Post beschrieb Simenons Entwicklung von kommerzieller zu ernster Literatur. The New York Times lobte die „ehrliche und einfühlsame Geschichte“ sowie „eine wunderbare Einfachheit der Beschwörung, eine präzise Auswahl der Details, eine beiläufige Geschicklichkeit der Erzählung“.
Der Berliner Tagesspiegel urteilte über den gerne als Krimiautor abgetanen Simenon: „er ist ein ernsthafter Romanschriftsteller, der in der Tat die Methoden und die Möglichkeiten der modernen Epik und der modernen Prosa kennt“. Der Spiegel fand keine großen Unterschiede der Glocken von Bicêtre gegenüber Simenons früheren Romanen. Es sei „die gleiche effektvolle Methode sparsamster Skizzierung“ und „derselbe metaphernarme und gewollt kunstlose Stil“, der sowohl seine Krimalromane als auch seine psychologischen Romane auszeichnete. Maugras sei „[w]ie alle übrigen Hauptfiguren Simenons“ ein Held in einer Ausnahmesituation, im Zustand der Selbstentfremdung, der dem verlorenen Paradies der Jugend nachtrauere, aber am Ende seine Krise überwinde. Franz Schuh lobte in der Zeit: „Zartfühlend beschreibt Simenon den Mikrokosmos des Spitals, den inneren Kreis der Hölle.“ Und er ließ sich vom Titel zu eigenen Betrachtungen anregen: „Die Kirchenglocken läuten für alle, aber der Klang ist ambivalent er muntert zum Leben auf und begleitet ins Grab.“

## Adaptionen
1976 wurde der Roman in Frankreich als Les Anneaux de Bicêtre (Zwischen Tod und Leben) mit Michel Bouquet (Maugras) und Claude Jade (Blanche) verfilmt.
1965 produzierte der Südwestfunk ein Hörspiel in der Bearbeitung und Regie von Gert Westphal. Walter Andreas Schwarz sprach den Erzähler, Wolfgang Preiss Maugras, Claudia Wedekind Lina und Gisela Zoch Blanche. 2020 schloss sich eine Produktion des Norddeutschen Rundfunks in der Bearbeitung und Regie von Susanne Hoffmann an. Christoph Müller sprach Erzähler und Maugras, Marina Galic Lina und Sonja Beißwenger Blanche.

## Ausgaben
- Georges Simenon: Les Anneaux de Bicêtre. Presses de la Cité, Paris 1963 (Erstausgabe).
- Georges Simenon: Die Glocken von Bicêtre. Übersetzung: Hansjürgen Wille, Barbara Klau. Kiepenheuer & Witsch, Köln 1964.
- Georges Simenon: Die Glocken von Bicêtre. Übersetzung: Hansjürgen Wille, Barbara Klau. dtv, München 1968.
- Georges Simenon: Die Glocken von Bicêtre. Übersetzung: Hansjürgen Wille, Barbara Klau. Diogenes, Zürich 1974, ISBN 3-257-20134-6.
- Georges Simenon: Die Glocken von Bicêtre. Übersetzung: Angela von Hagen. Diogenes, Zürich 1984, ISBN 3-257-20134-6.
- Georges Simenon: Die Glocken von Bicêtre. Ausgewählte Romane in 50 Bänden, Band 43. Übersetzung: Angela Glas. Diogenes, Zürich 2013, ISBN 978-3-257-24145-7.
- Georges Simenon: Die Glocken von Bicêtre. Übersetzung: Hansjürgen Wille, Barbara Klau, Mirjam Madlung. Kampa, Zürich 2019, ISBN 978-3-311-13401-5.
- Georges Simenon: Die Glocken von Bicêtre. Übersetzung: Hansjürgen Wille, Barbara Klau, Mirjam Madlung. Lesung von Wolfram Koch. Der Audio Verlag, Berlin 2019, ISBN 978-3-7424-1262-1.